# Carnage: swallowing the past
Carnage: swallowing the past és una pel·lícula en fals documental de 2017 dirigida per Simon Amstell. Es va estrenar a BBC iPlayer.

## Argument
Ambientada el 2067, el narrador explica com el món és un lloc més feliç ja que el consum de carn està prohibit i preval el veganisme. El jovent expressa la seva incredulitat sobre com la gent podria haver matat i menjat animals. Yasmine Vondenburgen, psicoterapeuta, du a terme sessions de suport per a «excarnistes» per a eliminar la culpa del carnisme.